# 北ノ海十五郎
北ノ海 十五郎（きたのうみ じゅうごろう、1850年（嘉永3年9月1日） - 1908年9月14日）は、能登国出身で明治時代の大相撲力士。本名は大家 重五郎（旧姓は不明）。

## 略歴
入門以前の履歴が不明で、1883年5月北ノ海の名で32歳で序ノ口と遅かった。これ以前の1881年11月に仙台市に建てられた「六代目式守伊之助」の墓に門弟の名が5人刻銘されているが、末尾に北ノ海十五郎とあり、これにより6代目式守伊之助がなくなる1880年9月以前に入門と分かり、伊勢ノ海所属だが、伊之助に入門していたとみられる。その後1885年5月三段目になるが、1890年1月限りで引退した。現役が7年で、高齢となってからの入門で下位力士止まりながら年寄となっており、事務的な才能があったと推測される。引退後直ちに継承はせず、1894年頃に式秀となっている。願人（勧進元）も務め、1908年9月14日死去、58歳。